# Rezerwat przyrody Przełom Osławy pod Duszatynem
Rezerwat przyrody Przełom Osławy pod Duszatynem – rezerwat przyrody znajdujący się w miejscowości Duszatyn w gminie Komańcza, w powiecie sanockim, w województwie podkarpackim. Jest położony na gruntach zarządzanych przez Nadleśnictwo Komańcza (leśnictwa Duszatyn, Jesionowa i Prełuki).
numer według rejestru wojewódzkiego – 72
powierzchnia – 319,91 ha (akt powołujący podawał 322,45 ha)
dokument powołujący – Dz. Urz. Woj. Podkarpackiego 00.24.198
rodzaj rezerwatu – krajobrazowy
przedmiot ochrony (według aktu powołującego) – najpiękniejszy fragment doliny rzeki Osławy
Celem ochrony rezerwatu jest zachowanie przełomowego odcinka doliny rzeki Osławy wraz z otaczającym drzewostanem bukowo-jodłowym.
Ze ssaków bytują tu: niedźwiedź brunatny, ryś, żbik, wilk; licznie występują sarny, jelenie, dziki, borsuki, kuny leśne i wydry. Z rzadkich ptaków występuje tu m.in. orzeł przedni, orlik krzykliwy, bocian czarny.
Fragment rezerwatu położony po wschodniej stronie Osławy znajduje się na terenie Ciśniańsko-Wetlińskiego Parku Krajobrazowego.